# Ceidiaw mab Arthwys
Ceidiaw mab Arthwys (VIe siècle) est un roi du Hen Ogledd

## Contexte
Ceidiaw ou Ceidio est l'un des Hommes du Nord, mentionné dans le « Bonedd Gwŷr y Gogledd » comme l'un des fils de Arthwys mab Mar et le père de trois fils Gwenddolau ap Ceidiaw, Nudd et Cof  qui reçut peut-être le royaume de Galloway lors du partage définitif du Hen Ogledd. Un guerrier nommé « mab Keidyaw » est encore mentionné dans le poème Y Gododdin. Gwenddolau meurt en 573 mais il n'est pas impossible que l'un de ses frères cadets ait encore combattu lors de bataille de Catraeth vers 580-600.

## Source
- (en) Peter Bartrum, A Welsh Classical Dictionary : People in History and Legend Up to about A.D. 1000, Aberystwyth, National Library of Wales, 1993, 649 p. (ISBN 978-0-907158-73-8), p. 131    CEIDIO ab ARTHWYS. (490)